# Серхіо Васкес
Серхіо Васкес (ісп. Sergio Vázquez, нар. 23 листопада 1965, Буенос-Айрес) — аргентинський футболіст, що грав на позиції захисника. По завершенні ігрової кар'єри — футбольний тренер.
Виступав за аргентинські клуби «Феррокаріль Оесте», «Расинг» (Авельянеда), «Росаріо Сентраль» та «Банфілд», чилійський «Універсідад Католіка» і японський «Авіспа Фукуока». З 1991 по 1994 рік грав за національну збірну Аргентини, провів у її складі 30 матчів і став дворазовим переможцем Кубку Америки, переможцем Кубка Короля Фахда та учасником чемпіонату світу.
Після завершення кар'єри працював тренером. Очолював клуби «Вілья Дальміне» та «Депортіво Арменіо».

## Клубна кар'єра
У дорослому футболі дебютував 1985 року виступами за команду клубу «Феррокаріль Оесте», в якій провів шість сезонів, взявши участь у 161 матчі чемпіонату. Більшість часу, проведеного у складі «Феррокаріль Оесте», був основним гравцем захисту команди.
1992 року недовго грав у складі аргентинських клубів «Расинг» (Авельянеда) та «Росаріо Сентраль».
Своєю грою за останню команду привернув увагу представників тренерського штабу клубу «Універсідад Католіка», до складу якого приєднався 1993 року. Відіграв за команду із Сантьяго наступні чотири сезони своєї ігрової кар'єри. З цією командою він став володарем двох кубків — Міжамериканського і Кубку Чилі.
Протягом другої половини 1996 року захищав кольори аргентинського клубу «Банфілд».
Завершив професійну ігрову кар'єру у японському клубі «Авіспа Фукуока», за який виступав протягом сезону 1997 року.

## Виступи за збірну
1991 року дебютував в офіційних матчах у складі національної збірної Аргентини.
У тому ж році став переможцем розіграшу Кубка Америки 1991 року у Чилі. Через рік переміг на Кубку Короля Фахда у Саудівській Аравії, а ще через рік виграв другий Кубок Америки — 1993 року в Еквадорі. 
У 1994 році був у заявці на чемпіонаті світу 1994 року у США, але на поле не виходив. 
Протягом кар'єри у національній команді, яка тривала 4 роки, провів у формі головної команди країни 30 матчів.

## Тренерська робота
2005 року очолив клуб четвертого за рівнем дивізіону Аргентини «Вілья Дальміне», але пропрацював з командою менше року.
16 грудня 2006 року Васкес був оголошений новим тренером клубу третього за рівнем дивізіону Аргентини «Депортіво Арменіо», але і тут пропрацював недовго, будучи звільненим вже після п'яти ігор в Клаусурі 2007 року.

## Досягнення
«Універсідад Католіка»
- Володар Міжамериканського кубка: 1993
- Володар Кубка Чилі: 1993

 Аргентина
- Володар Кубка Америки: 1991, 1993
- Володар Кубка Короля Фахда: 1992
- Володар Кубка Артеміо Франкі: 1993